# Primera División (Uruguay) 1977
Die Saison 1977 der Primera División war die 74. Spielzeit (die 46. der professionellen Ära) der höchsten uruguayischen Spielklasse im Fußball der Männer, der Primera División.
Die Primera División bestand in der Meisterschaftssaison des Jahres 1977 aus zwölf Vereinen, deren Mannschaften in insgesamt 132 von Anfang September bis Ende Dezember des Jahres ausgetragenen Meisterschaftsspielen jeweils zweimal aufeinandertrafen. Es fielen 335 Tore. Die Meisterschaft gewann Nacional Montevideo als Tabellenerster vor dem Club Atlético Peñarol und dem Vorjahresmeister Club Atlético Defensor als Zweitem und Drittem der Saisonabschlusstabelle. River Plate musste in die Segunda División absteigen. Peñarol und der Danubio FC qualifizierten sich für die Copa Libertadores 1978.
Torschützenkönig wurde mit 19 Treffern wie schon in den vier vorangegangenen Jahren Fernando Morena von Peñarol.

## Jahrestabelle
| Pl. | Verein                     | Sp. | S  | U  | N  | Tore    | Diff. | Punkte |
| --- | -------------------------- | --- | -- | -- | -- | ------- | ----- | ------ |
| 1.  | Nacional Montevideo        | 22  | 16 | 4  | 2  | 054:190 | +35   | 36     |
| 2.  | Club Atlético Peñarol      | 22  | 14 | 7  | 1  | 047:190 | +28   | 35     |
| 3.  | Club Atlético Defensor (M) | 22  | 11 | 8  | 3  | 031:190 | +12   | 30     |
| 4.  | Danubio FC                 | 22  | 8  | 9  | 5  | 028:220 | +6    | 25     |
| 5.  | Club Atlético Rentistas    | 22  | 6  | 9  | 7  | 026:270 | −1    | 21     |
| 6.  | Bella Vista (N)            | 22  | 5  | 10 | 7  | 027:270 | ±0    | 20     |
| 7.  | Montevideo Wanderers       | 22  | 6  | 8  | 8  | 024:300 | −6    | 20     |
| 8.  | Liverpool FC               | 22  | 5  | 9  | 8  | 021:270 | −6    | 19     |
| 9.  | Sud América                | 22  | 6  | 5  | 11 | 019:320 | −13   | 17     |
| 10. | CA Cerro                   | 22  | 5  | 5  | 12 | 023:400 | −17   | 15     |
| 11. | River Plate                | 22  | 5  | 4  | 13 | 017:340 | −17   | 14     |
| 12. | Huracán Buceo              | 22  | 2  | 8  | 12 | 018:390 | −21   | 12     |

| (M) | Meister der vorangegangenen Saison  |
| (N) | Aufsteiger aus der Segunda División |